# Храм Преображења Господњег у Дервенти
Храм Преображења Господњег у Дервенти је храм Српске православне цркве посвећен Преображењу Господњем, који се налази у Новом Насељу у Дервенти. Црква припада Епархији зворничко-тузланској Српске православне цркве. 

## О парохији
Храм Преображења Господњег у Новом Насељу припада Дервентској 1. и 2. парохији.
Дервентска 1. парохија обухвата: Луг (десном страном магистралног пута из правца Прњавора) Ново Насеље, Омерагићи, Нови Лужани и Сајмиште, у којој се налазе улице: Српске војске, 16. крајишке бригаде, 19. априла, Иве Андрића, Спортска, Триве Вујића, Танаска Рајића, Рибарска, Стевана Синђелића, Меше Селимовића, Милоша Црњанског, Николе Пашића, Војводе Степе, Прњаворска, Укринска, Доситеја Обрадовића, Видовданска, Васе Пелагића, Бранка Ћопића, Косовке дјевојке, Филипа Вишњића, Бранислава Нушића, Бранка Радичевића, Прњаворска и Книнска.
Свештена лица активна у парохији су: Синиша Максимовић, протонамјесник (парох), Драган Милојевић (ђакон) и протојереј Зоран Станић (причислен свештеник).
Дервентску 2. парохију чине области: Луг (лијевом страном магистралног пута из правца Прњавора) и Сајмиште у којој се налазе улице: Српске војске, Книнска, Светог Саве, 16. крајишке бригаде, Куљеновачки сокак, те села: Пјеваловац, Куљеновци, Агићи и Мишковци.
Парох: Далибор Ђекић, протојереј-ставрофор

## Опис Храма
Храм је архитектонског стила тродобна базилика, јединствена у Босни и Херцеговини. Узор за изградњу цркве од самих почетака била је капела Православног богословског факултета у Београду. Храм има три брода, куполу и дрвену таваницу.
Иконостас са четири велике иконе су изграђене у иконописачкој радионици манастира Жича. За сада (април, 2024. године) су постављени часна трпеза, односно централни сто у олтару на којем се врше богослужења, а изнад њега и киворијум, који се данас ријетко среће у храмовима у регији. 
Читаву градњу и елементе, како унутрашњости тако и вањског изгледа, ради се у складу са савјетима професора литургике на Богословском факултету у Београду Ненада Милошевића, тако да је капела Православног факултета умногоме била узор за изградњу храма.
Осликана је централна купола.
Камен којим је поплочан плато храма се зове кавала, довежен је из Драме, града из Грчке. 
Занимљиво је да је плато Храма Преображења Господњег обложен истим каменом као и плато храма Светог Саве, док је камен којим је обложен бетонски дио темеља и патос унутар храма исти фасадни камен који се налази на храму на Врачару, истиче протонамјесник Синиша Максимовић.
Цркву краси позлаћени сребрни филигрански престони крст са стопом од оникса, димензија 41 × 18 × 2 cm и тежине 965,85 gr.
Звоник са крстом је висок 20 метара, пројектован је у складу са архитектонским стилом храма. У плану је куповина три звона.
Осим Храма постоји и Парохијски дом, удаљен око 900 метара.
Површина земљишта на којем је изграђен Храм је 6,5 дунума.

## Историјат градње храма
Покретање идеје о изградњи храма је у вријеме владике Василија, почетак градње и освештани темељи те постављен крст за вријеме владике Хризостома Јевића а касније дограђивано за вријеме владике Фотија који је значајно финансијски помогао изградњу.
Инцијатива за изградњу храма је покренута 2012. године.
Сама припрема терена је почела 2013. године. Подручје на којем се налази Храм је некада било пољопривредно земљиште, које је плански осмишљено као насеље за избјегла и расељена лица. Терен је раније био мочварног типа. Прво је насуто 15 кубика земље чиме је храм издигнут у односу на околину.
У првим етапама изградње храма направљен је привремени монтажни богослужбени објекат, гдје је организован богослужбени живот.
Градња храма Преображења Господњег започета је 15. августа 2015. године, а данас је сједиште 1. и 2. парохије при Храму Преображења Господњег у Новом насељу у којем служе свештеници Синиша Максимовић и Далибор Ђекић.
У тој првој години изливени су темељи храма.
У септембру 2016. године црква је била озидана, изливена централна купола, подигнут крст и када је обављен и чин освештања.
Током 2017. године покренута је акција прикупљања прилога за куповину прозора на храму. Према предрачуну, укупан износ потребан за столарију је 16.600 КМ, а та цифра односи се на 41 прозор са трослојним стаклом, од којих је 11 предвиђено да се отварају на моторни погон.
Додатна инвестиција су и улазна врата цркве која коштају 2000 марака.
Патос и темељ су обложени каменом 2019. и 2020. године. Парохијани су помогли својим прилозима урадњу подног гријања.
Значајни инвестициони пројекти су реализовани 2021. године. Изградњу Храма су подржали парохијани и дервентски привредници и мајстори. Грађевинска фирма Мише Башића поставила је камене плоче по повољнијим цијенама, а радови су изведени према пројекту архитекте Синише Маркелића. Плато око Храма је изграђен од камена из Грчке преко добротвора Жељка Лековића који је обезбједио прихватљиву цијену и донирао је једну палету камених плоча, уз претходну донацију осам тона камена за бетонску површину темеља храма. Епархија зворничко-тузланска је донирала 15.000 марака. Камене плоче димензија 40 са 40, и дебљине 4,5 центиметара, довежене су из Грчке уз помоћ Жељка Живанића. 
Током 2021. године одрађен је највећи дио грађевинских радова у и око Храма. Највећи подухват у том периоду је био уређење платоа око Храма. 
У том периоду набављена су и четири кандила врхунске ручне израде, нове пресвлаке на иконостасу.
Октобра 2021. године у храму је започело фрескописање олтара, на чему раде иконописци Вело Билић и Ненад Глишић.
У првој фази врши се осликавање олтарске калоте са фрескама Христос на трону, Пресвета Богородица, Свети Јован Крститељ, Свети Архангели Михаило и Гаврило. План је био да до краја текуће године буде осликан цијели олтар. 
До краја године завршено је уређење прилазног пута од улице до храма.
Радовима који се од љета 2021. године изводе око богомоље у Новом насељу придружило се и Коло српских сестара „Царица Милица“ којем је једно од министарстава одобрило средства по пројекту за набавку садржаја за дјечији парк који је у склопу платоа и храма.
До краја 2022. године патос и темељ су обложени каменом. Започета је градња звоника.
У недјељу, 20. октобра 2023. године је уприличен свечани чин освећења и подизања крстова на новоизграђени звоник и храм.

#### Будући планови
Вањски радови би се требали наставити постављањем фасаде, а како је храм дефинисан као тробродна базилика са уписаним крстом, што значи да кровови из „птичије“ перспективе чини крст, она треба да се изведе тако да се фугује посебним малтером, помијешаним са дробљеном циглом, како би до краја испоштовали стил градње. Све то потребно је заштитити посебним средствма против попадања. Желимо да вањска фасада остане од опеке, иако то није била првобитна намјера, открива свештеник Максимовић

## Храм данас
Богослужења у Храму су свакодневна
- јутарње од 8 часова,
- вечерње од 18 часова и
- литургије према распореду објављеном у Храму.

## Галерија
- Унутрашњост храма
- Пантократор
- Дјечије игралиште код храма